# Stanisław Wasilewski (poseł)
Stanisław Wasilewski (ur. 28 lutego 1910 w Kazaniu, zm. 31 maja 1984 w Bydgoszczy) – polski działacz komunistyczny i partyjny, I sekretarz Komitetów Miejskiego i Powiatowego PPR we Włocławku, w latach 1955–1957 I sekretarz Komitetu Wojewódzkiego PZPR w Koszalinie, poseł na Sejm PRL II kadencji.

## Życiorys
Syn Andrzeja i Józefy. Zdobył wykształcenie średnie, z zawodu murarz. W pierwszej połowie lat 50. kształcił się w Centralnej Szkole Partyjnej PZPR. W 1942 wstąpił do konspiracyjnej Polskiej Partii Robotniczej, działał także w Gwardii Ludowej.
W 1945 powrócił na rodzinne ziemie, został sekretarzem Komitetu Miejskiego PPR w Lubrańcu. Następnie zajmował stanowiska I sekretarza Komitetu Powiatowego (od 1945) i Miejskiego (od 1946 do 1947) we Włocławku, odpowiadając za reformę rolną. Od września 1947 do lutego 1949 drugi sekretarz Komitetu Wojewódzkiego PPR w Bydgoszczy i następnie sekretarz ds. organizacyjnych w KW PZPR w tym mieście. W 1945 został przewodniczącym Miejskiej Rady Narodowej w Lubrańcu, od września 1945 radny WRN w Bydgoszczy.
W 1949 przeszedł do pracy w centrali partyjnej, został starszym inspektorem w Wydziale Organizacyjnym Komitetu Centralnego PZPR. Zajmował też stanowisko sekretarza ds. organizacyjnych w Warszawskim Komitecie Wojewódzkim. Po odbyciu przeszkolenia skierowany do Komitetu Wojewódzkiego PZPR w Koszalinie, gdzie od 8 września 1955 do 21 października 1957 zajmował stanowisko I sekretarza. W trakcie kadencji popadł w konflikt z lokalnymi działaczami i redakcją „Głosu Koszalińskiego”. Usunięty ze stanowiska przez władze centralne na skutek rozgrywek wewnątrzpartyjnych po odwilży październikowej. W latach 1957–1961 reprezentował okręg Szczecinek w Sejmie PRL. Został kierownikiem Wydziału Skupu w Prezydium WRN w Bydgoszczy, potem do 1983 był szefem Komisji ds. Działaczy Ruchu Robotniczego KW PZPR w tym mieście.